# مال من مال تو مال ما (فیلم ۱۹۶۸)
مال من مال تو مال ما  (انگلیسی: Yours, Mine and Ours 1968) یک فیلم خانوادگی ۱۱۱ دقیقه‌ای آمریکایی به کارگردانی ملویل شاولسون و با بازی لوسیل بال، هنری فوندا، ون جانسون است که در سال ۱۹۶۸ منتشر شد.

## خلاصه داستان
وقتی یک مرد بیوه هنری فوندا با 10 فرزند، با زنی بیوه که 8 فرزند دارد ازدواج میکند، اتقاقات مختلفی در زندگی مشترک انها بوجود می‌آید...

## بازیگران اصلی
- لوسیل بال
- هنری فوندا
- ون جانسون
- لوئیس تروی
- اریک شِـی